# Was Schulmädchen verschweigen
Was Schulmädchen verschweigen è un film del 1973 diretto da Ernst Hofbauer.
Il film è ispirato alla fortunata serie Schulmädchen-Report.

## Trama
Un pedofilo tenta di violentare una ragazzina ma viene fermato da due giovani vigilesse che lo mettono fuori combattimento dopo che l'hanno distratto essendosi spogliate nude.
Un prete e il medico della scuola discutono della modalità dell'arresto. Il medico poi racconta di un altro caso che prevede un sacrificio speciale. Sospettando che la madre Edith avesse una relazione con uomo di nome Raoul, la giovane Cornelia si reca nell'hotel dove sua madre vuole incontrare l'uomo. Cornelia avvicina Raoul e trascorre la serata con lui al bar; poi, ubriaca, lo trascina nella sua stanza dove i due fanno sesso selvaggio. Edith, dopo aver atteso invano l'uomo nella sua stanza, va a cercarlo e scopre che si sta divertendo con un'altra donna, ignorando che è sua figlia.
Per far superare all'amico vergine Sascha le sue inibizioni nei confronti del sesso, Max lo fa nascondere dentro l'armadio al quale ha praticato un foro ad un'anta e gli fa guardare mentre lui fa sesso con la rossa Lil. Successivamente poi Max organizza una festa invitando Babs ed Elfie e Sascha alla fine riesce a perdere la sua verginità.
Il postino Siegfried, detto Sigi, è innamorato di Burgi, la figlia del suo capo. Il padre della ragazza, il signor Wimmer, impedisce alla figlia qualsiasi contatto con i ragazzi, ignorando che la ragazza già da tempo si vede con Fritz. Insieme ai loro amici Georg e Rosel, Burgi e Fritz la notte si divertono e fanno sesso nell'ufficio postale. Al mattino, quando va a svegliare la figlia che dorme nuda, il signor Wimmer resta sconvolto nel vedere che le natiche di Burgi sono decorate con timbri postali. Ignorando che è stato Fritz a farlo, l'uomo si precipita furioso da Sigi, il quale, questa volta non sopporta le accuse e si mette ad inseguire il suo capo per tutto il villaggio.
Il gran maestro di una setta satanica è furioso con il fotografo Franz Kuppler che, contrariamente al loro accordo, gli porta sempre giovani donne che non sono vergini. Scoperto che la studentessa Rosy, benché fidanzata con l'italiano Mario, è ancora vergine, Franz la invita a partecipare ad una messa nera. Ma Mario, insieme ad alcuni amici, hanno seguito i due ed intervengono appena in tempo per salvare la vita alla ragazza, la quale convola poi a giuste nozze con il suo fidanzato.

## Produzione
Il film è stato girato da Ernst Hofbauer, che all'epoca aveva già diretto cinque film della serie Schulmädchen-Report. Il titolo provvisorio del film era Halleluja für Schulmädchen (Schwarze Messe). Come i film della serie Schulmädchen-Report, anche serie Schulmädchen-Report è un film diviso in sei episodi, ma non include commenti fuori schermo.
Il film è stato girato principalmente a Monaco di Baviera. La maggior parte delle riprese in interni sono state effettuate nella Seidlvilla. Il quinto episodio è stato girato nel distretto di Wolfratshausen.